# Horst Heldt
Horst Heldt (Königswinter, 9 de Dezembro de 1969) é um ex-futebolista alemão. Atualmente, é gerente geral do Schalke 04.

## Carreira
Heldt iniciou sua trajetória no futebol defendendo inexpressivas equipes amadoras da Alemanha. Inicialmente, passou onze temporadas no clube de sua cidade natal, o Königswinter. Passou mais uma temporada no Bad Honnef, quando assinou com o Köln. Permaneceu durante três temporadas nas categorias de base do clube, quando recebeu sua primeira oportunidade na equipe principal, quando já tinha vinte anos. Continuou defendendo o clube durante mais cinco anos, quando acabou se transferindo para o 1860 München.
No 1860, viveu ótimos momentos na carreira, durante suas quatro temporadas no clube. Quando estava em sua quarta e última temporada no 1860 München, recebeu sua primeira convocação para a Seleção Alemã, participando inclusive, da primeira participação germanica na Copa das Confederações de 1999, disputando sua segunda e última partida contra os Estados Unidos.
Após ficar mais valorizado após sua passagem pela seleção, acabou sendo contrato pelo Eintracht Frankfurt. Permaneceu no clube durante duas temporadas, quando acabou se transferindo para o austríaco Sturm Graz, devido ao rebaixamento do Eintracht. No início de 2003, se transferiu para o Stuttgart. No Stuttgart, acabou encerrando a carreira após virar reserva da equipe do italiano Giovanni Trapattoni. Curiosamente, quando virou diretor do clube, foi responsável pela demissão Trapattoni e, pela contratação de Armin Veh, que conquistou o título alemão após quinze anos.
Em 3 de Julho de 2010, mudou-se para o FC Schalke 04, onde assinou um contrato de três anos até 2013. Além de seu papel como diretor desportivo Heldt também é membro do Conselho do Schalke.